# Europium(III)-nitrid
Europium(III)-nitrid ist eine chemische Verbindung und zählt zu den Nitriden des Europiums.

## Gewinnung und Darstellung
Europium(III)-nitrid kann über die Reaktion von elementarem Europium in einem Ammoniak Strom in Korundschiffchen in Kieselglasrohren hergestellt werden. Die Reaktion findet bei 700 °C statt.
{\displaystyle {\ce {2 Eu +2 NH3 -> 2 EuN + 3 H2}}}
Bei dieser Reaktion wird Europium oxidiert und der Wasserstoff des Ammoniaks reduziert.

## Eigenschaften
Europium(III)-nitrid zeigt Van-Vleck-Paramagnetismus und kristallisiert in der Steinsalz-Struktur mit a = 501,779(6) pm. Dünne Filme von Seltenerdnitriden, darunter auch Europium(III)-nitrid neigen zur Oxidbildung bei Anwesenheit von Sauerstoff. Die Bildungsenthalpie von EuN beträgt: ΔH0 = 217,6±25,1 kJ/mol. Die Bandlücke für Europium(III)-nitrid wurde auf 2,08 eV berechnet.

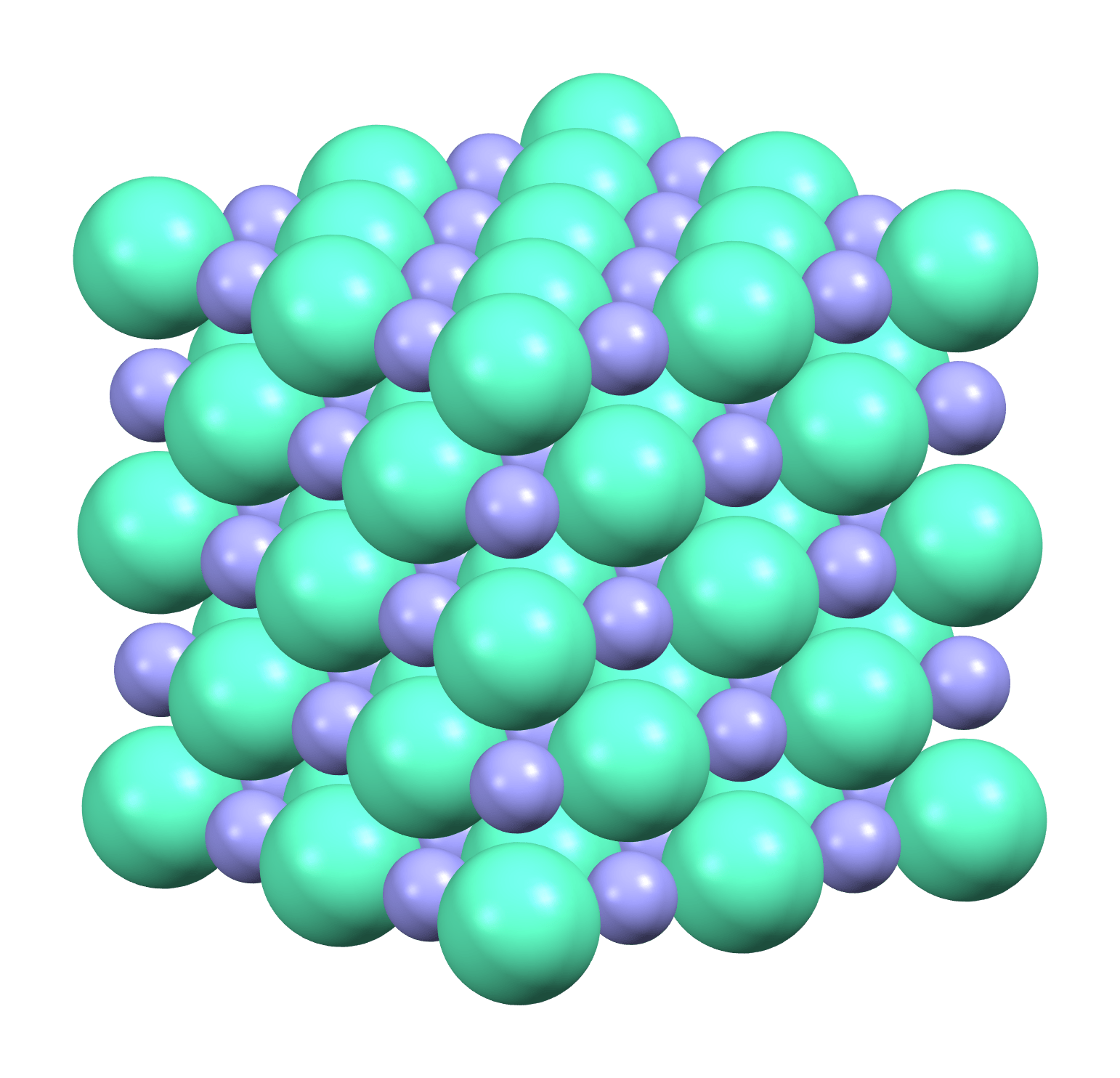
Kalottenmodell einer 2x2x2-Packung
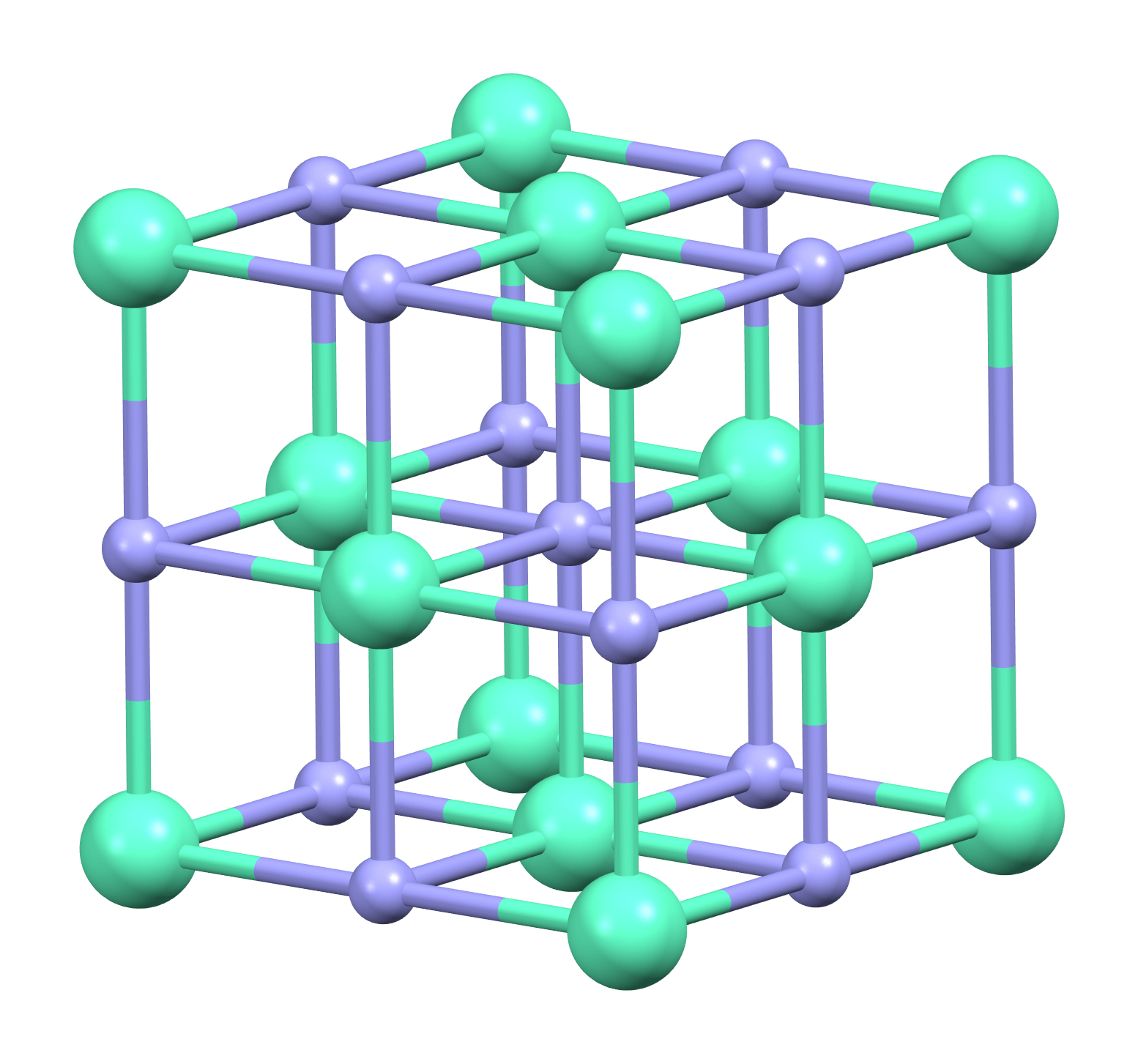
Einheitszelle (1x1x1-Packung)
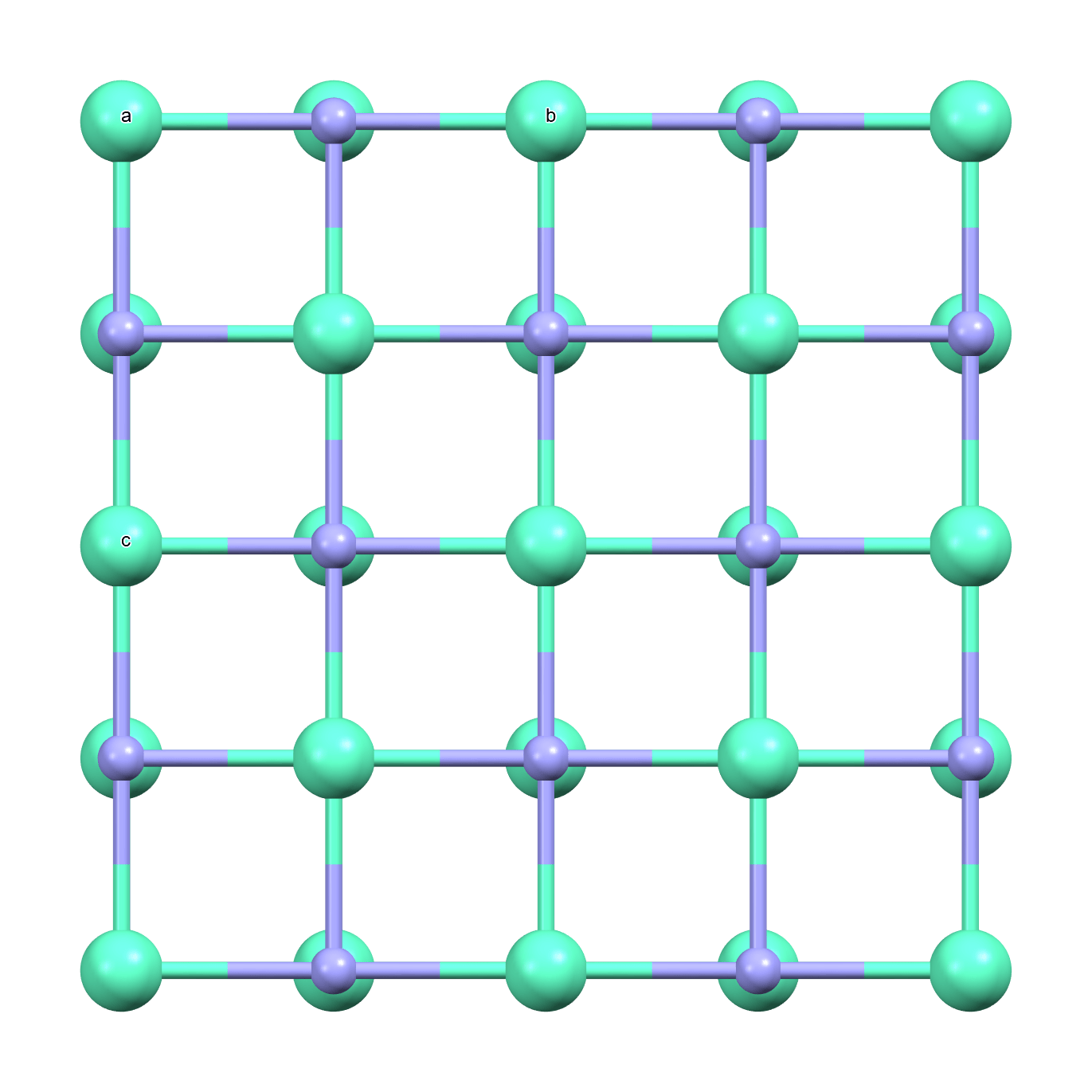
Stäbchenmodell einer 2x2x2-Packung entlang der a-Achse